# The Final Girls
The Final Girls är en film från 2015 i regi av Todd Strauss-Schulson efter manus av M.A. Fortin och Joshua John Miller.

## Skådespelare
- Taissa Farmiga - Max Cartwright
- Malin Åkerman - Nancy / Amanda Cartwright
- Alexander Ludwig - Chris Briggs
- Nina Dobrev - Vicki Summers
- Alia Shawkat - Gertie Michaels
- Thomas Middleditch - Duncan
- Adam DeVine - Kurt
- Angela Trimbur - Tina
- Chloe Bridges - Paula
- Tory N. Thompson - Blake
- Reginald Robinson - Hunky Hiker
- Lauren Gros - Mimi
- Daniel Norris - Billy Murphy
- Eric Carey - Young Billy